# Talhadas
Talhadas is een plaats (freguesia) in de Portugese gemeente Sever do Vouga en telt 1328 inwoners (2001).